# 칠수와 만수
"칠수와 만수"는 박광수 감독의 1988년 대한민국의 영화 작품이며 만수 역은 문성근이 물망에 올랐으나 고사했다.

## 개요
얼핏 보면 극히 평범하고 일상적인 삶을 살아가는 서민들을 그리고 있다. 간판일을 하며 먹고 사는 박만수(안성기)와 그에 빌붙는 장칠수(박중훈)가 그들이다. 그들은 일감이 있으면 일당을 벌고, 없으면 하릴없이 애꿏은 시간만 죽이는 삶의 소유자들이다. 지금 이 땅에서 아무런 관심을 갖지 않아도 저절로 만나게 되는 그런 사람들인 것이다. 그러나 그들, 만수와 칠수의 과거 속엔 현재 그들이 그렇게 살아갈 수밖에 없는 하나의 원형적 공간이 자리하고 있다. 만수의 아버지는 27년째 징역을 사는 장기수이고, 칠수의 아버지는 동두천 포주에게 얹혀사는 '폐차'인생인 것이다. 만수는 그런 아버지를 증오한다. 광고탑 위에서 "높은 곳에 있을 때 큰 소리 좀 쳐보자"는 행동은, 따라서 우연적이고 돌발적이지만 그것이 분단조국의 피할 수 없는 한 모습인 것만은 사실이다. 한편 칠수는 만수보다 훨씬 덜 '사회적'이다. '버러지' 같은 아버지 때문에 가출을 하여 여기저기서 빈대 붙으며 사는 것도 그렇지만 여대생 지나(배종옥)와의 연애에 온통 관심을 쏟고 있는 점도 그렇다. 더욱이 광고철탑 위에서의 칠수는 경찰의 포위망이 서서히 좁혀오자 "춥고 배고프고 뒈지겠네"라며 결국 붙들려 내려가고 만다. 요컨대 그들의 큰소리는 단지 높은 곳에 있을 때 외쳐대는 일상적 함성일 뿐이다. 그것이 심각성을 띠게 되는 것은 행인들과 경찰들, 그리고 매스컴에 의해서이다. 단순한 소주병이 화염병으로 전달되고, 누구에게나 있을 법한 생활의 답답함들이 노사문제로 와전, 확대된다. 이것들은 바로 진실이 외면당하고 정의가 외로운 시대의 징후이자 표상인 것이다. 자신도 모르게 끔찍한 범죄자가 되고 더할 수 없는 고통의 늪에 빠져드는, 정치의 민주화가 덜 된 이 땅에서의 뒤틀린 모습을 <칠수와 만수>를 통해 새삼 목격할 수 있음은 한국 영화 사상 커다란 수확으로 여겨진다.

## 출연
- 안성기 : 박만수 역
- 박중훈 : 장칠수 역
- 배종옥 : 지나 역
- 나한일
- 김하림
- 이도련
- 양일민
- 박용팔
- 나갑성
- 홍성민
- 주호성
- 김일우
- 강신일
- 이석구
- 길달호
- 이승호
- 윤일주
- 김애라
- 김진화
- 유명순
- 김명국 : 백화점 지배인 역